# الحمة (ردمان)

تعديل مصدري - تعديل

الحمة هي إحدى قرى عزلة ال عامر بمديرية ردمان التابعة لمحافظة البيضاء، بلغ تعداد سكانها 213 نسمة حسب تعداد اليمن لعام 2004.